# Isanga (Maswa)
Isanga è una circoscrizione rurale (rural ward) della Tanzania situata nel distretto di Maswa, regione del Simiyu. Conta una popolazione di 17 036 abitanti (censimento 2012).